# Уравнение Саха
Ионизационное уравнение Са́ха или просто уравнение Саха, известное также как уравнение Саха — Ленгмюра, было выведено Эггертом в 1919 году для недр звёзд, а в 1920 году применено индийским астрофизиком Мегнадом Саха для фотосферы. Оно позволило объяснить спектральную последовательность звёзд (за что и было названо в честь Саха). Независимо Ирвингом Ленгмюром оно было получено в 1923 году. Важнейшее применение это уравнение получило в теории звёздных атмосфер и разработке спектральной классификации звёзд. В этом уравнении объединены идеи квантовой и статистической механики.
При повышении температуры газа кинетическая энергия составляющих его атомов становится столь высокой, что при столкновении друг с другом атомы начинают терять электроны, то есть начинается процесс ионизации. Такое состояние вещества в физике называется плазмой. Если газ полностью ионизован, то говорят о полностью ионизованной плазме, если же одни атомы ионизованы, а другие остались нейтральными, то говорят о частично ионизованной плазме. Уравнение Саха описывает степень ионизации такой плазмы как функции температуры, давления и энергии ионизации атомов. Уравнение Саха применимо для равновесной плазмы.

## Условия применимости
Уравнение Саха выполняется, если ионизация и рекомбинация проходят по одному и тому же пути, плазма рассматривается как идеальный газ (при не слишком низких и не слишком высоких плотностях), кулоновская энергия мала по сравнению с тепловой.

## Определение
Для газа, состоящего из атомов одного сорта уравнение Саха можно записать в виде:
{\displaystyle {\frac {n_{i+1}n_{e}}{n_{i}}}={\frac {2}{\Lambda ^{3}}}{\frac {u_{i+1}}{u_{i}}}\exp \left[-{\frac {(\varepsilon _{i+1}-\varepsilon _{i})}{k_{B}T}}\right],}
где
- {\displaystyle n_{i}} — концентрация атомов в {\displaystyle i}-й степени ионизации; {\displaystyle i} — число недостающих электронов.
- {\displaystyle n_{e}} — концентрация электронов
- {\displaystyle \varepsilon _{i}} — энергия, необходимая для удаления {\displaystyle i} электронов из нейтрального атома, то есть для создания атома {\displaystyle i}-й степени ионизации.
- {\displaystyle u_{i}=\sum _{n}^{z}g_{n}(i)e^{-{\frac {E_{n}}{k_{B}T}}}} — статистическая сумма:
  - {\displaystyle g_{n}(i)} — статистический вес уровня {\displaystyle n} {\displaystyle i}-кратного иона.
  - {\displaystyle T} — температура газа
  - {\displaystyle k_{B}} — постоянная Больцмана
- {\displaystyle \Lambda \ {\stackrel {\mathrm {def} }{=}}\ {\sqrt {\frac {h^{2}}{2\pi m_{e}k_{B}T}}}} — длина волны де Бройля (Тепловая длина волны)
  - {\displaystyle m_{e}} — масса электрона
  - {\displaystyle h} — постоянная Планка

В случае, когда существуют только однократно ионизованные атомы уравнение упрощается: {\displaystyle n_{1}=n_{e}}, тогда полную плотность {\displaystyle n} можно ввести как {\displaystyle n=n_{0}+n_{1}}. Уравнение Саха можно представить в виде:
{\displaystyle {\frac {n_{e}^{2}}{n-n_{e}}}={\frac {2}{\Lambda ^{3}}}{\frac {g_{1}}{g_{0}}}\exp \left[-{\frac {\varepsilon }{k_{B}T}}\right]},
где {\displaystyle \varepsilon } — энергия ионизации.
В астрофизике используется следующая форма для уравнения Саха:
{\displaystyle {\frac {n^{+}}{n}}P_{e}={\frac {2u_{1}}{u_{0}}}{\frac {\left(2\pi m_{e}\right)^{3/2}}{h^{3}}}\left(k_{B}T\right)^{5/2}e^{-{\frac {\varepsilon }{k_{B}T}}},}
где {\displaystyle P_{e}} — давление электронов.